# レオナルド・メロ
レオナルド・リマ・フォルバチ・メロ（Leonardo Lima Horvath Mello, 1976年4月27日 - ）は、ブラジルの元男子バレーボール選手。

## 来歴
13歳の時に仲の良い友達とビーチバレーで遊んでいて、身長が高いのもあり、自分に合うスポーツだと感じるようになる。15歳に、ビーチバレーから転向する形でインドアバレーボールを始める。
1991年にリーガ・ナショナル（ブラジル国内リーグ・後にスーパーリーガ）のミナスに入団し、6年間プレー。1992～1994年にブラジルジュニア代表に選出され、1994年にはシニア代表に選出された。1997年以降は、スーパーリーガでパルメイラスなど数多くのクラブでプレーした。
2006年にVプレミアリーグのサントリーサンバーズへ移籍し、自身初の海外移籍となった。移籍初年度の2006-2007シーズンでチームの優勝に貢献。3年間在籍した。
2009年にブラジル・スーパーリーガに戻り、ECピニェイロスへ移籍。2011年9月に豊田合成トレフェルサへ移籍し、Vプレミアリーグに復帰した。

## 人物・エピソード
- Facebook、TwitterといったSNSが好きで、特にFacebookはまめに更新しているという[3]。

## 所属クラブ
- ミナス （1991-1997年）
- サン・カエターノ （1997-1998年）
- ナウチコ （1998-1999年）
- パルメイラス （1999-2000年）
- ベント・ゴンザウヴェス （2000-2001年）
- バネスパ （2001-2003年）
- ベント・ゴンザウヴェス （2003-2004年）
- UCS （2004-2005年）
- ウーブラ （2005-2006年）
- サントリーサンバーズ  （2006-2009年）
- ピニェイロス （2009-2011年）
- 豊田合成トレフェルサ （2011-2014年）
- Montes Claros Vôlei（2014-2015年）